# Boris Lagutin
Boris Nikolaevič Lagutin (in russo Борис Николаевич Лагутин?; Mosca, 24 giugno 1938 – Mosca, 4 settembre 2022) è stato un pugile sovietico, dal 1991 russo, nella categoria dei pesi superwelter.

## Biografia
È stato sei volte Campione dell'Unione Sovietica dei superwelter, nel 1959, 1961, 1962, 1963, 1964 e nel 1968.  Vinse la medaglia d'oro ai Campionati europei di pugilato dilettanti nel 1961 a Belgrado e nel 1963 a Mosca.
Conquistò inoltre medaglie in tre diversi Giochi olimpici: la medaglia di bronzo a Roma 1960 e due ori consecutivi a Tokyo 1964 e a Città del Messico 1968.
Combatté, nella sua carriera tra i dilettanti, 262 match, con 241 vittorie e 11 sconfitte. Non poté mai passare tra i professionisti non essendo ciò consentito, all'epoca, nei paesi a regime comunista.
È morto la sera del 4 settembre 2022 a 84 anni.